# Barbara Jo Revelle
Barbara Jo Revelle (Chicago, 1946) é uma artista americana conhecida pelos seus murais públicos e fotografia. Entre as obras de Revelle está A Colorado Panorama: A People's History, um mural de porcelanato de 60 metros de comprimento instalado ao lado do Centro de Convenções de Denver.

## Colecções
- Museu de Arte de Seattle[5]
- Museu de Arte Contemporânea de Los Angeles[6]
- Museu de Fotografia Contemporânea[7]
- Centro de Fotografia Criativa[8]
- Museu de Arte de Portland[9]
- Museu de Arte Contemporânea de Oakland[10]